# Tom Stith
Thomas Alvin "Tom" Stith (Greenville, Virginia, 21 de enero de 1939 - Long Island, Nueva York, 13 de junio de 2010) fue un jugador de baloncesto estadounidense que disputó tan solo una temporada en la NBA. Con 1,96 metros de altura, jugaba en la posición de alero. Era hermano pequeño del también jugador de baloncesto Sam Stith.

## Trayectoria deportiva

### Universidad
Jugó durante cuatro temporadas con los Bonnies de la Universidad de St. Bonaventure, donde consiguió anotar más de 40 puntos en ocho partidos diferentes. Es el único Bonnie que ha conseguido anotar más de 800 puntos en una única temporada, lográndolo en dos ocasiones. Es el segundo mejor anotador de la universidad, tan solo por detrás de Bob Lanier Fue nombrado en dos ocasiones All-American, en 1960 y 1961. Hoy en día todavía mantiene el récord de más puntos anotados en una temporada (830) y el del mejor promedio (31,5 por partido).
En el total de su trayectoria universitaria promedió 27,0 puntos y 9,4 rebotes por partido.

### Profesional
Fue elegido en la segunda posición del Draft de la NBA de 1961 por New York Knicks, pero apenas pudo jugar 25 partidos como profesional, ya que al poco tiempo le fue diagnosticada una tuberculosis que le hizo abandonar la práctica deportiva.